# Justice League Task Force (videojuego)
Justice League Task Force es un videojuego de lucha para Super NES y Mega Drive desarrollado por Sunsoft y publicado por Acclaim en 1995. La versión de Mega Drive fue codesarrollada por Condor, Inc. y la versión de SNES por Blizzard Entertainment.
Contiene personajes de la Liga de la Justicia de DC Comics. Para este juego, los personajes son todos de títulos de Superman, Batman, Wonder Woman, Green Arrow, The Flash y Aquaman.
Su estilo de juego es similar al de las series Street Fighter y Mortal Kombat. Además del videojuego Fatal Fury.

## Personajes
Superhéroes:
- Aquaman
- Batman
- The Flash (Wally West)
- Green Arrow
- Superman
- Wonder Woman

Villanos:
- Cheetah
- Despero
- Darkseid

## Historia
Darkseid ataca el planeta Tierra, destruyendo una base militar en el proceso. Un archivillano miembro de la Liga de la Justicia (que el jugador elige para jugar) sigue la pista de los otros miembros en busca de información y sólo consigue ser atacado por dichos héroes en sus localizaciones correspondientes.
Conforme el héroe va venciendo a los demás miembros de la Liga de la Justicia, se deduce que los otros no son los miembros reales de la liga, sino clones androides. Tras llegar a esta conclusión, el héroe lucha contra Cheetah y Despero en busca de más información.
Ambos conducen al héroe a Darkseid, quien lo obliga a luchar contra su clon androide. Tras derrotar al clon, el héroe debe enfrentarse finalmente al propio Darkseid.
Después de que el héroe lo derrota, los otros miembros de la liga son liberados, y la base militar se restaura.

## Localizaciones
| Escenarios | Personajes correspondientes                                                                           |
| --- | --- |
| - Atlantis - Gotham City - Desert Road - Metrópolis - Forest Clearing - Themyscira - Desert Clearing - Spaceship Bar - Apokolips | - Aquaman - Batman - The Flash - Superman - Green Arrow - Wonder Woman - Cheetah - Despero - Darkseid |